# Norbert Huber (Rennrodler)

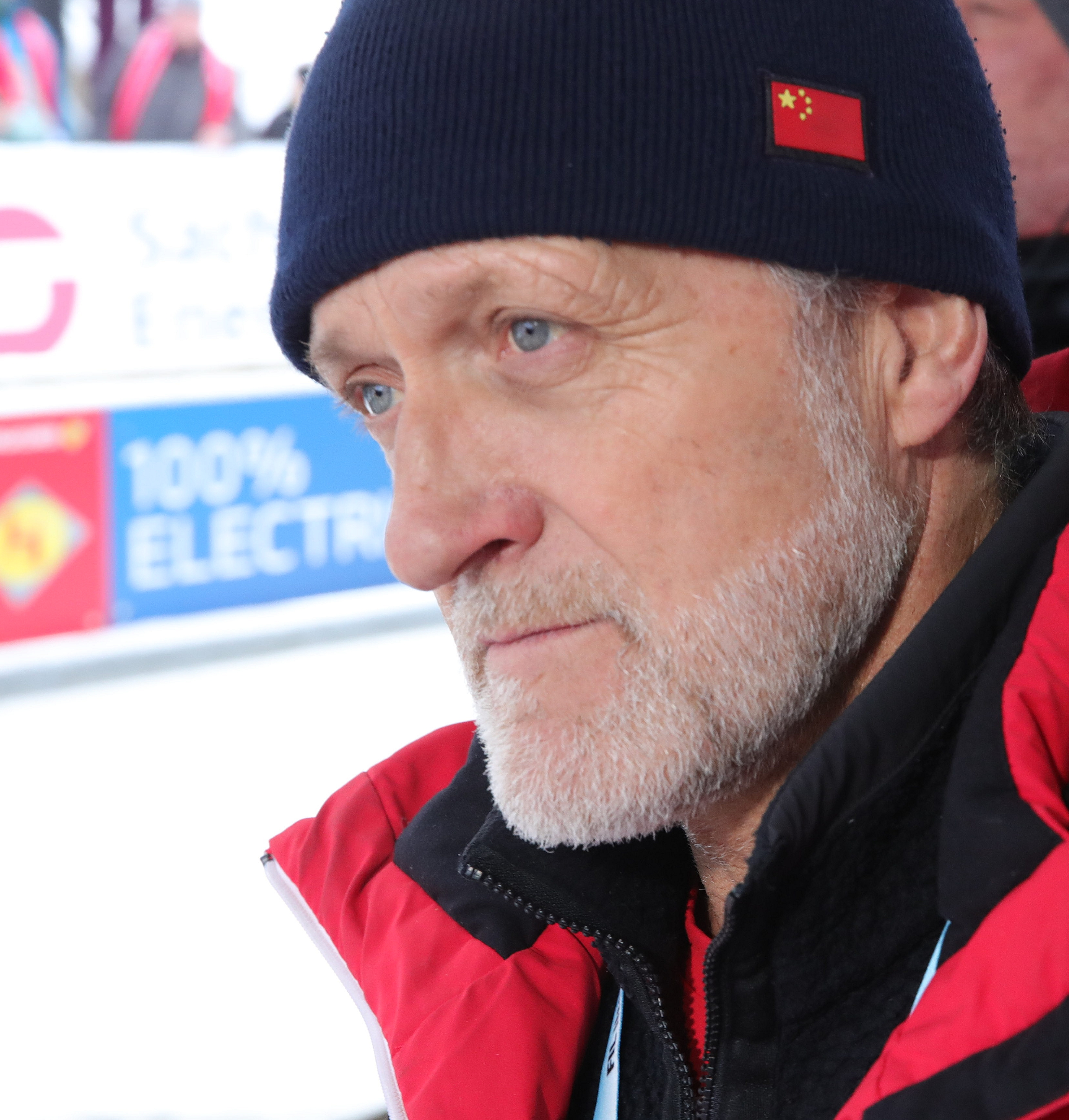
Norbert Huber (2023)

Norbert Huber (* 3. September 1964 in Bruneck) ist ein ehemaliger italienischer Rennrodler.
Norbert Huber gehört zur bekannten Schlitten- und Bobfamilie Huber aus Südtirol. Er war während seiner langen Karriere sowohl im Einzel wie auch im Doppelsitzer sehr erfolgreich.
Im Einzel gewann Huber 1985 bis 1987 dreimal in Folge den Gesamtweltcup. 1984 und 1998 wurde er Zweiter, 1990 Dritter. Bei den Weltmeisterschaften wurde er 1999 in Königssee Dritter, bei den Europameisterschaften 1984 und 1992 gewann er Silber, 1998 Bronze. Mit seinem langjährigen Partner Hansjörg Raffl gewann Huber bei den Olympischen Winterspielen 1994 in Lillehammer Silber, zwei Jahre zuvor in Albertville Bronze. Weltmeister waren beide 1990 in Calgary, Zweite 1983 in Lake Placid, 1989 in Winterberg und 1993 in Calgary, Dritte 1991 in Winterberg. Auch bei den Europameisterschaften gewannen sie mehrere Medaillen: Gold 1992 und 1994, Silber 1988 und 1990, Bronze 1986 und 1984. Den Gesamtweltcup gewann das Duo 1983, 1985, 1986 und fünfmal in Folge von 1989 bis 1993; dazu kommen ein Zweiter Platz 1984 sowie zwei Dritte Plätze 1987 und 1988.
Heute führt Huber ein Hotel in Mühlwald.

## Erfolge

### Resultate
1984
- 9. Platz Junioren-Weltmeisterschaft in Bludenz (AUT)
- 5. Platz Word Cup in Oberdorf (GER)
- 1. Platz International Cup in Olang (ITA)
- 7. Platz Word Cup in Lake Placid (USA)

1985 – 1986 – 1987
- 3. Platz Weltmeisterschaft in Königssee (GER)
- 1. Platz American Cup in Lake Placid (USA)
- 2. Platz "Grossen Preis" in Igls (AUT)
- 1. Platz International Cup in Olang (ITA)
- 3 × 1. Platz bei den Italienmeisterschaften
- 4 × 1. Platz in Word Cup
- 2 × 2. Platz in Word Cup

1989
- 1. Platz Skandinaviencup
- 2. Platz Word Cup

1990
- 2. Platz Weltmeisterschaften in Calgary (CAN)
- 3. Platz Europa Meisterschaft in Igls (AUT)
- 1. Platz "Grossen Preis" in Igls (AUT)
- 3 × 2. Platz in Word Cup
- 4. Platz Endstand Word Cup 1990

### Weltcupsiege
| Nr. | Datum         | Ort         | Bahn                                  |
| --- | ------------- | ----------- | ------------------------------------- |
| 1.  | 18. Jan. 1985 | Innsbruck   | Olympia Eiskanal Igls                 |
| 2.  | 24. Feb. 1985 | Königssee   | Kombinierte Kunsteisbahn am Königssee |
| 8.  | 15. Dez. 1985 | Sarajevo    | Trebevic – Bob- und Rennschlittenbahn |
| 4.  | 22. Dez. 1985 | Olang       | Bobbahn Olang                         |
| 5.  | 16. Feb. 1986 | Lake Placid | Olympia-Bobbahn Lake Placid           |
| 6.  | 14. Dez. 1986 | Sarajevo    | Trebevic – Bob- und Rennschlittenbahn |
| 7.  | 1. Feb. 1987  | Imst        | Rodelbahn Imst                        |
| 8.  | 1. März 1987  | Lake Placid | Olympia-Bobbahn Lake Placid           |

| Nr. | Datum         | Ort               | Bahn                                              |
| --- | ------------- | ----------------- | ------------------------------------------------- |
| 1.  | 7. Feb. 1982  | Tatranská Lomnica | Bobbahn Tatranská Lomnica                         |
| 2.  | 16. Jan. 1983 | Imst              | Rodelbahn Imst                                    |
| 3.  | 30. Jan. 1983 | Lake Placid       | Olympia-Bobbahn Lake Placid                       |
| 4.  | 15. Dez. 1984 | Sarajevo          | Trebevic – Bob- und Rennschlittenbahn             |
| 5.  | 18. Jan. 1985 | Innsbruck         | Kunsteisbahn Bob-Rodel Igls                       |
| 6.  | 22. Dez. 1985 | Olang             | Bobbahn Olang                                     |
| 7.  | 16. Feb. 1986 | Lake Placid       | Olympia-Bobbahn Lake Placid                       |
| 8.  | 14. Jan. 1987 | Olang             | Bobbahn Olang                                     |
| 9.  | 24. Jan. 1988 | St. Moritz        | Olympia Bob Run St. Moritz–Celerina               |
| 10. | 18. Dez. 1988 | Innsbruck         | Kunsteisbahn Bob-Rodel Igls                       |
| 11. | 22. Jan. 1989 | Hammarstrand      | Bobbahn Hammarstrand                              |
| 12. | 20. Feb. 1989 | Calgary           | Bob- und Rennschlittenbahn im Canada Olympic Park |
| 13. | 17. Dez. 1989 | Innsbruck         | Kunsteisbahn Bob-Rodel Igls                       |
| 14. | 23. Dez. 1989 | Sigulda           | Rennrodel- und Bobbahn Sigulda                    |
| 15. | 21. Jan. 1990 | Sarajevo          | Trebevic – Bob- und Rennschlittenbahn             |
| 16. | 16. Dez. 1990 | Sarajevo          | Trebevic – Bob- und Rennschlittenbahn             |
| 17. | 20. Jan. 1991 | Winterberg        | Bobbahn Winterberg                                |
| 18. | 14. Feb. 1991 | Innsbruck         | Kunsteisbahn Bob-Rodel Igls                       |
| 19. | 17. Nov. 1991 | Altenberg         | Rennschlitten- und Bobbahn Altenberg              |
| 20. | 24. Nov. 1991 | Königssee         | Kunsteisbahn Königssee                            |
| 21. | 1. Dez. 1991  | Sigulda           | Rennrodel- und Bobbahn Sigulda                    |
| 22. | 17. Dez. 1991 | Innsbruck         | Kunsteisbahn Bob-Rodel Igls                       |
| 23. | 26. Jan. 1992 | Calgary           | Bob- und Rennschlittenbahn im Canada Olympic Park |
| 24. | 22. Nov. 1992 | Innsbruck         | Kunsteisbahn Bob-Rodel Igls                       |
| 25. | 29. Nov. 1992 | Altenberg         | Rennschlitten- und Bobbahn Altenberg              |
| 26. | 6. Dez. 1992  | Sigulda           | Rennrodel- und Bobbahn Sigulda                    |
| 27. | 24. Jan. 1993 | Königssee         | Kunsteisbahn Königssee                            |